# Sandane
Sandane er en by og administrationsby i Gloppen kommune i Vestland fylke i Norge. Byen har 2.133 indbyggere pr. 1. januar 2012. Sandane ligger inderst i Gloppefjorden, der er en sydøstgående fjordarm af Nordfjord.
Centrum er forholdsvis moderne, men nogle historiske bygninger står tilbage. Heradshuset med et firevejs klokketårn er centralt placeret, og Gloppen Hotell er regnet blandt landets «historiske hoteller». Derudover er stedet præget af flere nye bygninge, hvor handelshuset «Sandane senter» er det største.
Sandane har et fodboldhold i 3. division og et håndboldhold i 2. division, også kendt som GHK (Gloppen Håndballklubb); Største idrætsklub er STIL, Sandane Turn og Idrettslag.
Mod øst i et område koldt Jølet, ligger Nordfjord Folkemuseum, som har en stor samling gamle huse og genstande fra hele Nordfjordområdet.
Sandane lufthamn, Anda, ligger tæt ved byen.

## Geografi
Sandane ligger tæt på naturen. Beliggenheden ved fjorden præger bebyggelsen med en række kajanlæg. Mod nord stiger terrænet brat mod Fjellbygda. Mot syd ligger boligområdet Åsen, og syd for Gloppeelva ligger området Bukta, med Sandane Camping ved Fitjesanden. Mod øst på et plateau ca. 30 meter over havet ligger Eide, samt gårdene Holvik og Evebø. Plateauet har en frugtbar jordbund, og gårdene var i middelalderen regnet som storgårde på vestlandet.